# Filipowice (powiat proszowicki)
Filipowice – wieś w Polsce, położona w województwie małopolskim, w powiecie proszowickim, w gminie Koszyce.
| SIMC    | Nazwa        | Rodzaj    |
| ------- | ------------ | --------- |
| 0244529 | Kasin        | część wsi |
| 0244535 | Wojciechówka | część wsi |

W latach 1869–1931 wieś była nominalnie siedzibą gminy Filipowice, przeniesionej z Koszyc (na skutek represji po powstaniu styczniowym), od 1931 r. weszła w skład gminy Koszyce.
W latach 1975–1998 miejscowość należała administracyjnie do województwa kieleckiego.